# Khanato di Kazach
Il Khanato di Kazach (in kazako Қазақ хандығы?, Qazaq xandığı; in russo Казахское ханство?, Kazachskoe chanstvo; tartaro: Kazak Hanlığı) è stato uno Stato sovrano kazako che ebbe vita dal 1456 al 1847, nato nei territori che oggi ospitano la Repubblica del Kazakistan.

## Storia
Il Khanato di Kazach fu fondato tra il 1456 ed il 1465 da Kerei Khan e Janibek Khan sulle rive del Jetysu ("sette fiumi") nel sud-est dell'attuale Kazakistan, di cui la fondazione del canato rappresenta l'etnogenesi. La formazione del khanato indipendente ebbe inizio quando diverse tribù sotto la guida dei sultani Janybek e Kerey lasciarono il khanato di Abul Khair Khan. I sultani guidarono le loro genti attraverso il Mogolistan, e giunti sul jeytsu fondarono uno stato indipendente, che presto si trasformò in una sorta di cuscinetto tra i mongoli e il kahanato di Abdul Khair.
Nonostante sia Janybek Khan che Kerey Khan vengano considerati i padri del khanato, fu Kerey Khan che inizialmente guadagnò una posizione preminente pur morendo prima (1470), mentre il regno fu segnato dalle lotte per il controllo delle steppe contro gli Uzbeki comandati da  Muhammad Shaybani. Nel 1470, i Kazaki sconfissero Muhammad Shaybani in Turkistan, forzandolo a ripiegare verso Samarcanda e Bukhara. Alla morte di Kerey Khan gli succedette il figlio Buryndyq, che confermò la linea del padre, sconfiggendo con un notevole esercito (50.000 uomini) Muhammad Shaybani lungo il Syr Darya.

## Elenco dei sovrani del khanato
- Buryndyq Khan (1480-1511)
- Kasym Khan (1511-1518)
- Mamash Khan (1518-1523)
- Taiyr Khan (1523-1529)
- Buidash Khan (1529-1533)
- Togym Khan (1533-1538)
- Khak-Nazar Khan (1537-1580)
- Shygai Khan (1580-1582)
- Tauekel Khan (1586-1598)
- Esim Khan (1598-1628)
- Salqam-Jangir Khan (1629-1680)
- Tauke Khan (1680-1718)
- Ablai Khan (1771-1781)
- Kenesary Khan (1841-1847)